# Milutin Ivković
Milutin Ivković (3 de març, 1906 – 23 de maig, 1943) fou un futbolista serbi que jugava de defensa.
Jugà a diversos club del seu país natal i a la selecció de Iugoslàvia, amb la qual disputà els Jocs Olímpics d'Estiu de 1928 i la Copa del Món de Futbol de 1930, competició on tingué una destacada actuació.